# Совет старейшин

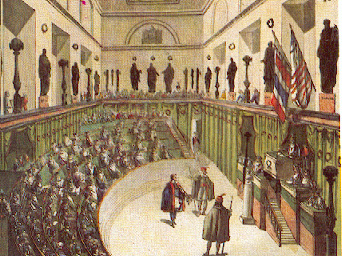
Заседание Совета старейшин

Совет старейшин (фр. Conseil des Anciens) — верхняя палата французского Законодательного корпуса по конституции III года.
Совет старейшин состоял из 250 человек, избиравшихся департаментскими избирательными собраниями из лиц, не младше 40 лет (отсюда его название), состоящих или состоявших в браке и живших на территории Франции не менее пятнадцати лет до избрания. 
Его состав возобновлялся ежегодно по третям. Совет старейшин заседал в Тюильри, вначале в Манеже, а затем в Бурбонском дворце. Совет старейшин избирал председателя и секретаря не более, как на месячный срок. Члены его получали жалованье. Совет старейшин одобрял или отвергал (но непременно целиком, без поправок) резолюции Совета пятисот. Одобренные им резолюции становились законами, но сам Совет старейшин законодательной инициативы не имел. Ему принадлежало право изменять, в случае надобности, местопребывание Законодательного корпуса, указывая новое место и время его собрания. Совет старейшин прекратил своё существование в 1799 году после переворота 18 брюмера.